# Riana
Riana är en ort i Australien. Den ligger i kommunen Central Coast och delstaten Tasmanien, i den sydöstra delen av landet, omkring 220 kilometer nordväst om delstatshuvudstaden Hobart. Antalet invånare är 290.
Närmaste större samhälle är Burnie, omkring 19 kilometer nordväst om Riana. 
I omgivningarna runt Riana växer i huvudsak städsegrön lövskog. Runt Riana är det mycket glesbefolkat, med 3 invånare per kvadratkilometer. Genomsnittlig årsnederbörd är 1 607 millimeter. Den regnigaste månaden är augusti, med i genomsnitt 221 mm nederbörd, och den torraste är januari, med 57 mm nederbörd.